# Levy Mwanawasa
Levy Patrick Mwanawasa (n. 3 septembrie 1948, Mufulira, Zambia - d. 19 august 2008, Paris, Franța) a fost un politician din Zambia și președinte al țării în perioada ianuarie 2002, până la moartea sa în august 2008.
1. ↑   http://news.bbc.co.uk/1/hi/world/africa/7570285.stm Lipsește sau este vid: |title= (ajutor)
2. ↑  Levy Mwanawasa, Encyclopædia Britannica Online, accesat în 9 octombrie 2017
3. ↑  Levy Mwanawasa, Munzinger Personen, accesat în 9 octombrie 2017
4. ↑  Levy Patrick Mwanawasa, Brockhaus Enzyklopädie, accesat în 9 octombrie 2017
5. ↑  Fichier des personnes décédées mirror
6. ↑   http://www.daily-mail.co.zm/embassy-park-history-in-one-place/ Lipsește sau este vid: |title= (ajutor)